# Maître de Chaource

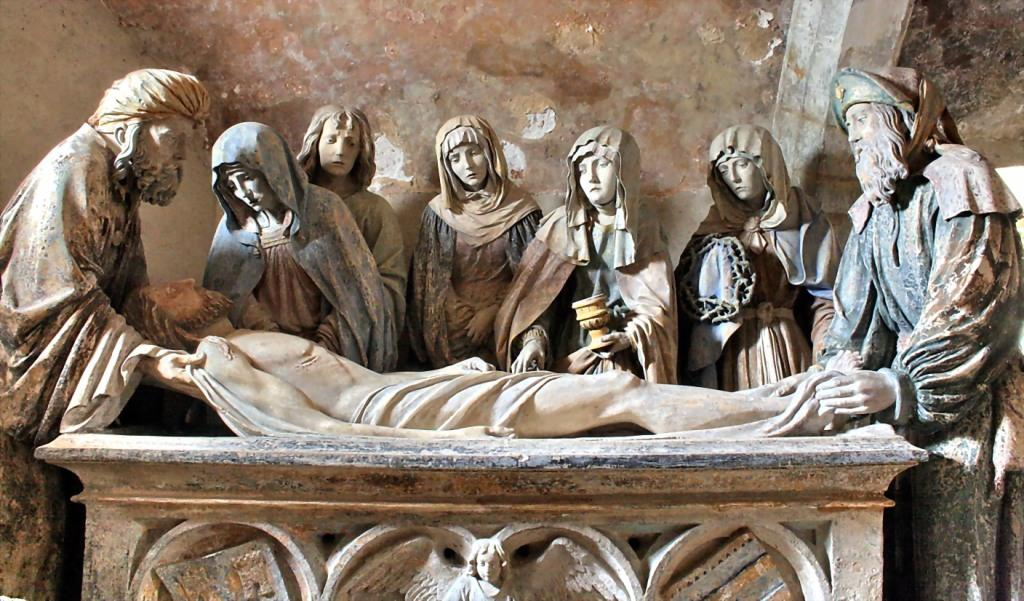
La mise au tombeau en la iglesia parroquial de Saint-Jean-Baptiste en Chaource. De izquierda a derecha: Nicodemo, la Virgen María, San Juan, María Salomé, María Magdalena con un bote de ungüento, María de Clopas con la corona de espinas y José de Arimatea.

El Maître de Chaource fue un escultor no identificado que trabajó a finales del siglo XV y principios del XVI, en la localidad francesa de Chaource. Si bien muchas obras se le atribuyen de forma anónima a él o a su taller, algunos estudiosos han identificado a Jacques Bachot como el artista. Ciertamente hay evidencia circunstancial que apunta a Bachot; fue contemporáneo del Maître de Chaource y a menudo trabajó en los mismos lugares y obras de Bachot como la de la iglesia de Saint-Laurent en Joinville, de la que se conservan fragmentos en el Ayuntamiento de Joinville, muestran grandes similitudes al trabajo del Maître.

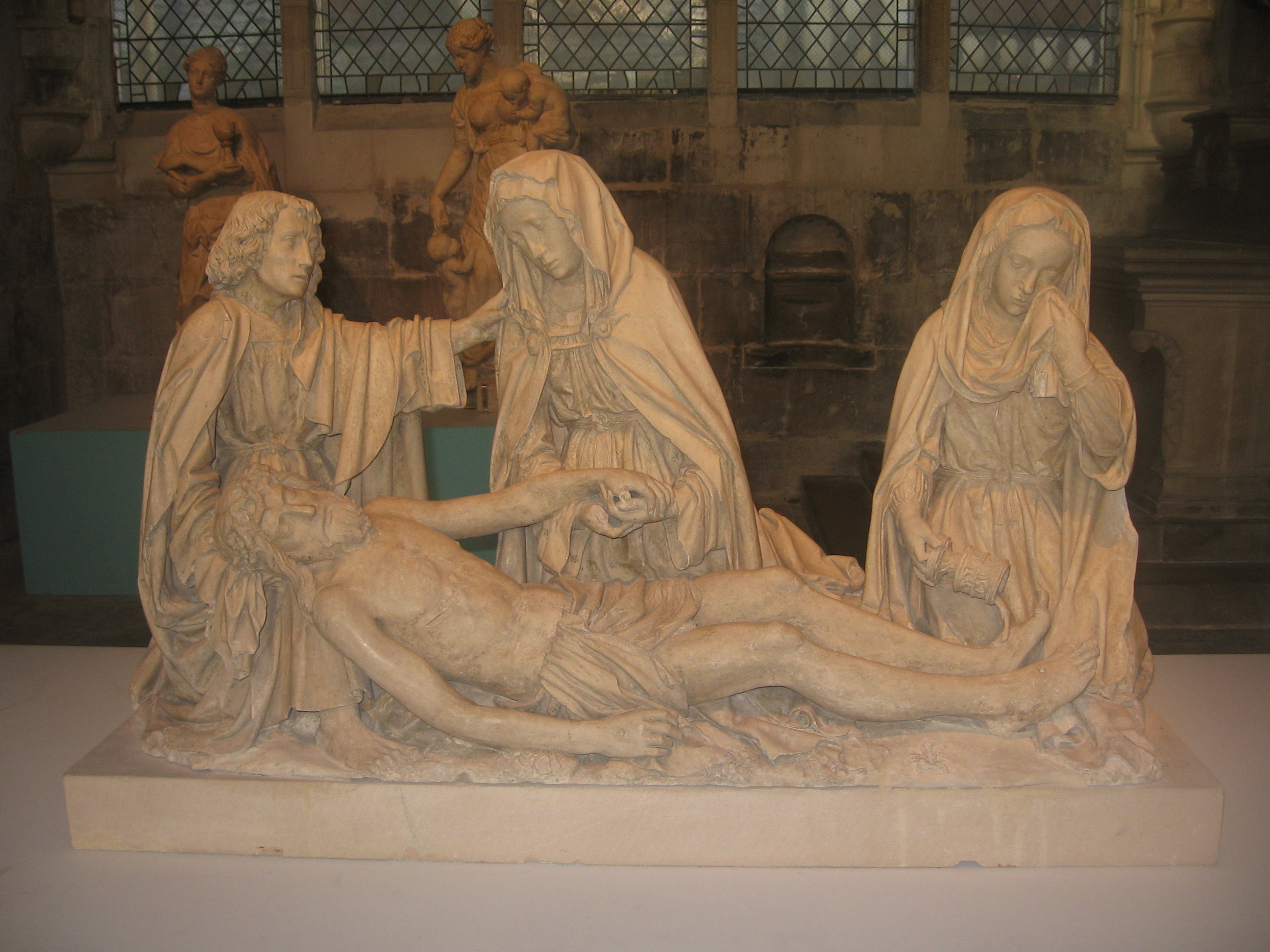
La Lamentación o Déploration en la Église Saint-Jean au Marché de Troyes.

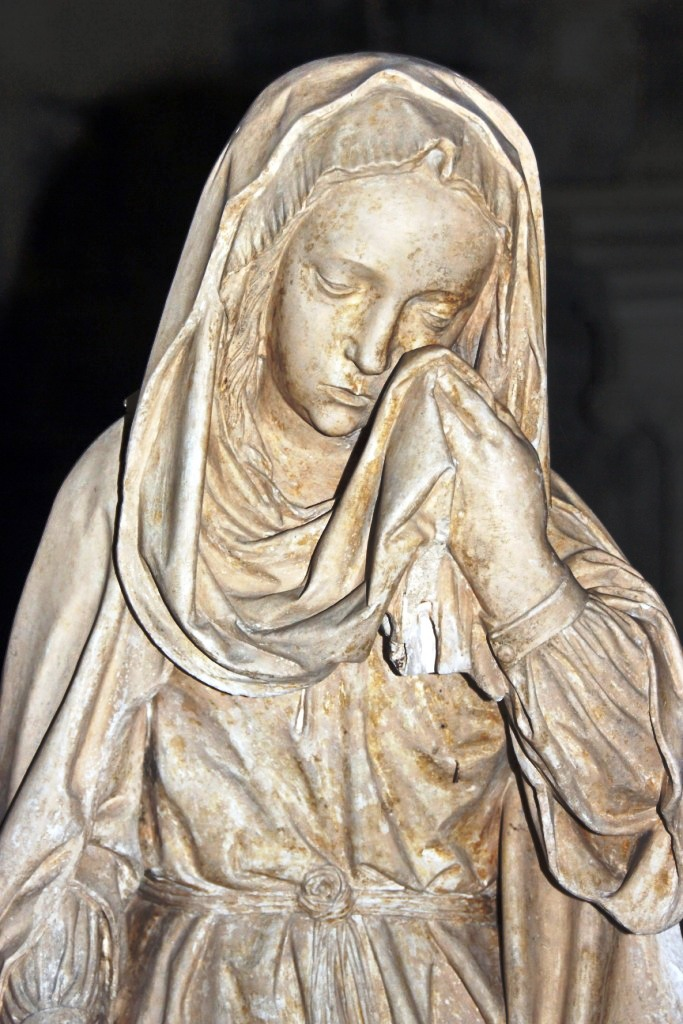
María Magdalena. Parte de la Lamentación en la Église Saint-Jean au Marché en Troyes.

En 1992, Heinz-Herman Arnhold escribió que las obras del taller del Maître de Chaource se pueden ver desde Reims en el norte hasta Ravières en el sur y desde Langres en el este hasta Villeneuve-l'Archevêque en el oeste.

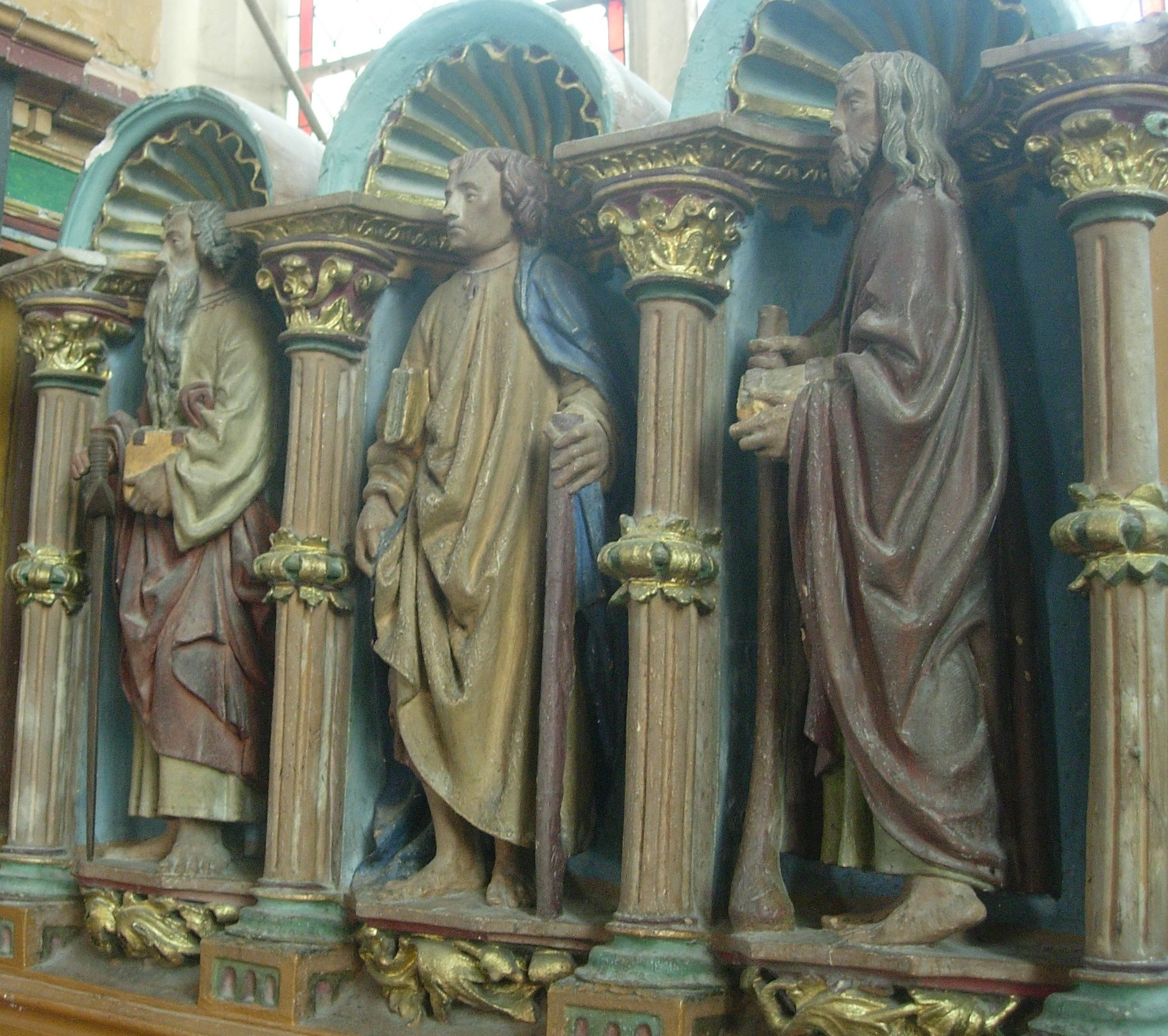
Detalle del retablo de Marigny-le-Châtel.

## Contexto y carrera
La tesis de Arnhold cubre la escultura de Troyes y el sur de Champaña creada entre 1480 y 1540 por maestros regionales, y afirma que ninguna otra región de Francia en el tiempo desde finales del siglo XV hasta mediados del siglo XVI ha tenido una producción escultórica más rica. La escultura en el sur de Champaña floreció en un momento en que las artes en las regiones vecinas de Lorena, Borgoña e Île-de-France ya habían pasado su apogeo y Arnhold concluye que las razones de esto se pueden encontrar en la prosperidad económica de Troyes, la antigua ciudad capital de los condes de Champaña. Esta prosperidad se basó en parte en la posición geográfica de Troyes, siendo un punto de tránsito tanto de las rutas comerciales entre el norte de Francia y los Países Bajos y el sur de Francia e Italia como también en la fabricación y venta de telas finas en toda Europa. Fueron la iglesia y los monasterios, la nobleza, las corporaciones y las familias de ricos comerciantes quienes asumieron la mayoría de los encargos, compitiendo por sus órdenes por el mejoramiento religioso y artístico de las iglesias y palacios nobles, en su mayoría situados en Troyes y sus alrededores.
Arnhold escribe que los escultores de la región y sus talleres, como fue el caso de los pintores, crearon, desarrollaron y mantuvieron un estilo regional e iconográfico que persistió hasta alrededor de 1540 y se concentró mucho en temas vinculados a la Pasión de Cristo como la Pietà o Vierge de pitié y Christ de Pitié. Las esculturas del 'Ecce Homo', el Entierro de Cristo, el Descenso de la Cruz, pero también la Virgen y el Niño, la Educación de María y los diferentes santos que fueron venerados en Champaña, son los temas más importantes y representados de manera numerosa. El estado de ánimo de la Pasión se expresa en estudios sobre el sufrimiento y el dolor, todos retratados con un sentimiento de resignación desmesurado.
El Maître de Chaource, llamado así por su magistral Sepultura en Chaource de 1515, fue el escultor más importante de la región con un estilo característico que Arnhold explora en la primera parte de esta obra. También cataloga 329 obras con casi 400 ilustraciones, lo que proporciona un recurso invaluable para aquellos que estudian la escultura de la región del siglo XVI y no solo hace atribuciones cuando es posible al Maître, sino que también explora la medida en que el estilo del Maître influyó en otros talleres en la región, como el taller de Saint-Léger, el del maestro de Rigny-le-Ferron y el taller de Vendeuvre-sur-Barse.
Arnhold analiza el trabajo de Nicolas Halins para la fachada occidental de la catedral de Troyes e hipotetiza si Halins podría haber sido el Maître de Chaource.
Arnhold también vincula las dos estatuas de San Juan en la Chapelle des Annonciades en Langres con el Maître de Chaource.

## La Mise au tombeauo Sepultura

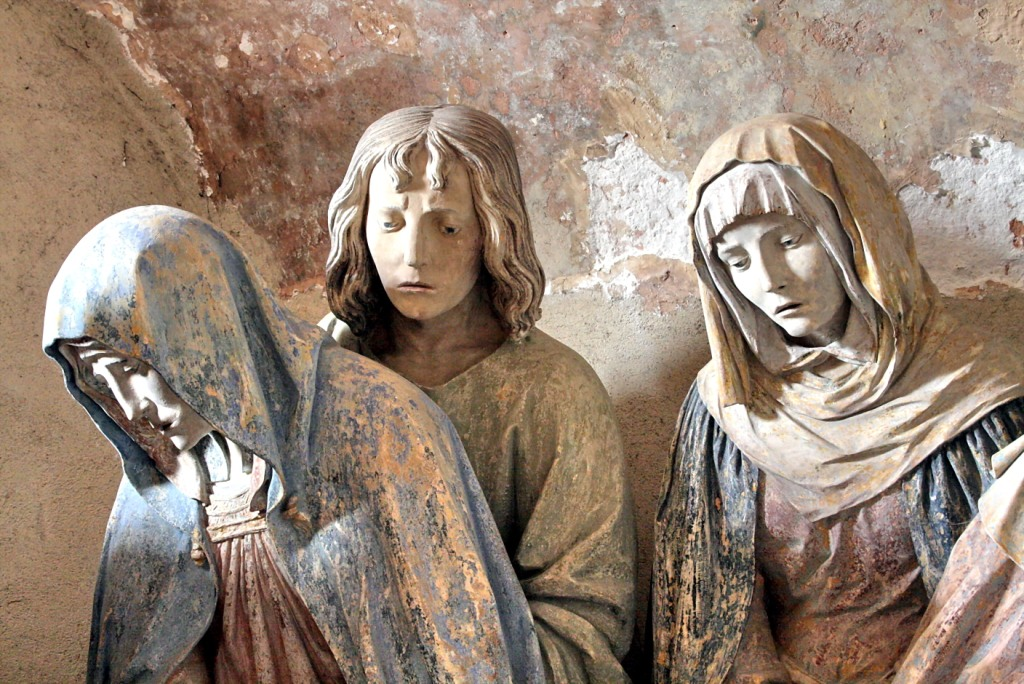
Parte de la obra en Chaource. La Virgen María, San Juan y María Salomé.

La escultura se ubica en la iglesia parroquial de Saint-Jean-Baptiste en Chaource en el Aube. La composición muestra a Jesús siendo depositado en su tumba. El grupo incluye a José de Arimatea y Nicodemo sosteniendo el cuerpo de Jesús antes de colocarlo en la tumba. También aparecen María de Clopas, la Virgen María, María Magdalena, San Juan, María Salomé y algunos guardias. Se cree que la obra se completó en 1515.
En el folleto «Chaource l'église Saint-Jean-Baptiste et son patrimoine», disponible en la iglesia, se hace referencia a la creencia de Jacques Badouin de que reconoce la mano de Jacques Bachot en la obra, y recuerda que uno de los guardias lleva una inscripción que dice «Mathieu de Tronchoy». El folleto atribuye el trabajo al taller del Maître de Chaource creyendo que las diversas tallas que componen el grupo mostraban la implicación de diferentes talladores.

## Otras obras del Maître de Chaource

### La Lamentación oDéplorationen Villeneuve-l'Archevêque
Situada en Yonne, Borgoña, es una obra que se ha atribuido al Maître de Chaource. La iglesia data del siglo XIII con cambios realizados en el siglo XV.
Este trabajo ha sido comparado con las representaciones de los grandes maestros; el de Giotto en Padua, de Fra Angelico en San Marcos en Florencia, de Botticelli en Florencia y en Munich, de Andréa del Sarto en Florencia, de Véronèse en Leningrado, de Poussin y de Delacroix.

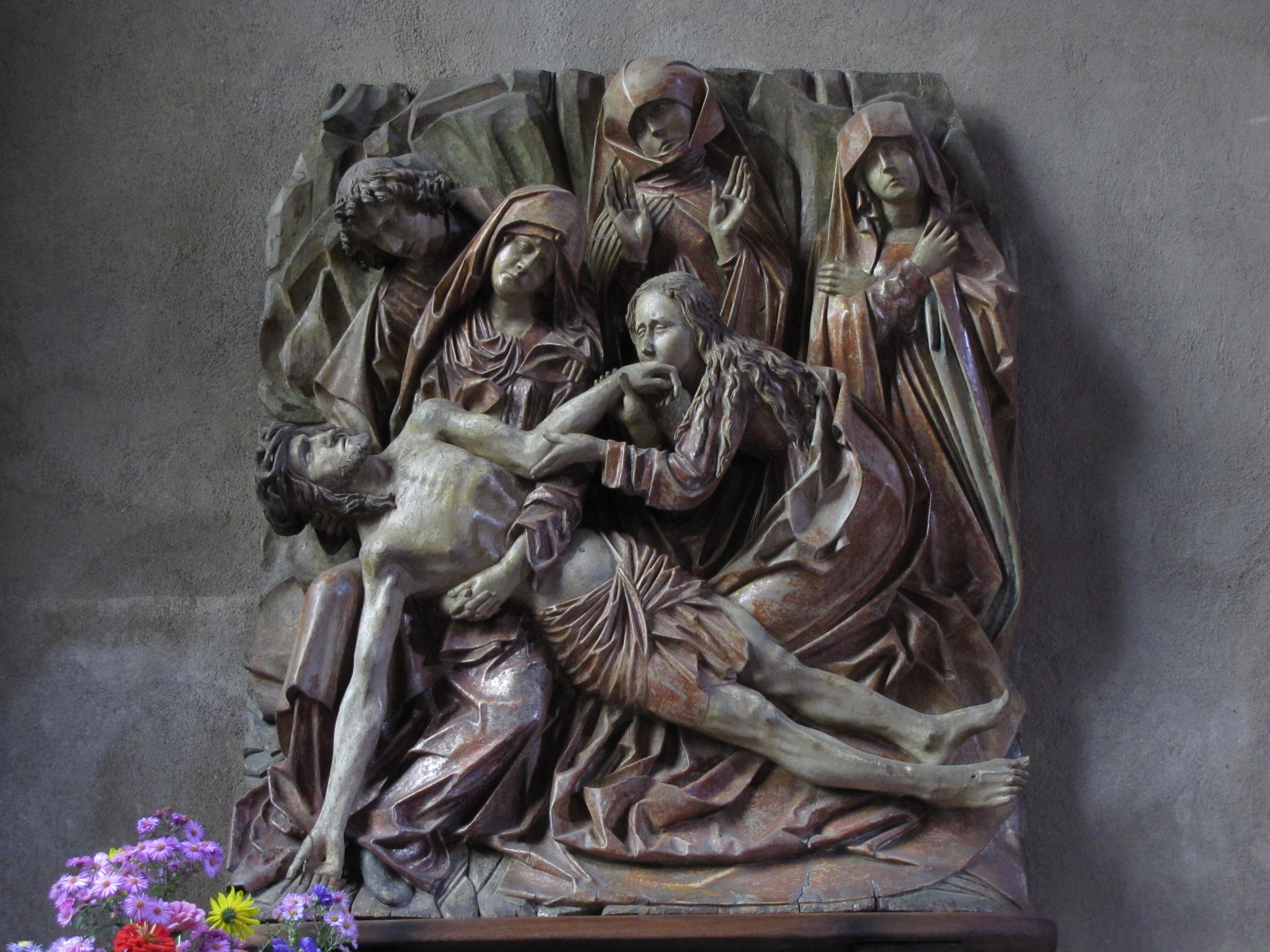
Lamentación en Kayserberg, Alsacia, de otro artista

Arnhold fecha la obra de Villeneuve-l'Archevêque 13 años después de la mise au tombeau en Chaource.
En su estudio de la escultura de Troyes, Raymond Koechlin y Jean-J. Marquet de Vasselot afirman que esta obra se mantuvo durante muchos años en la iglesia abacial de Vauluisant y fue un regalo a la iglesia por parte de los padres del abad Antoine Pierre, abad de la iglesia desde 1502 hasta 1528. Hacen la atribución al Atelier de la Saint Martha, que es otro nombre que se le da al atelier del Maître de Chaource. Fechan la obra en 1528.

### La Lamentación oDéplorationen la Église Saint-Jean au Marché en Troyes

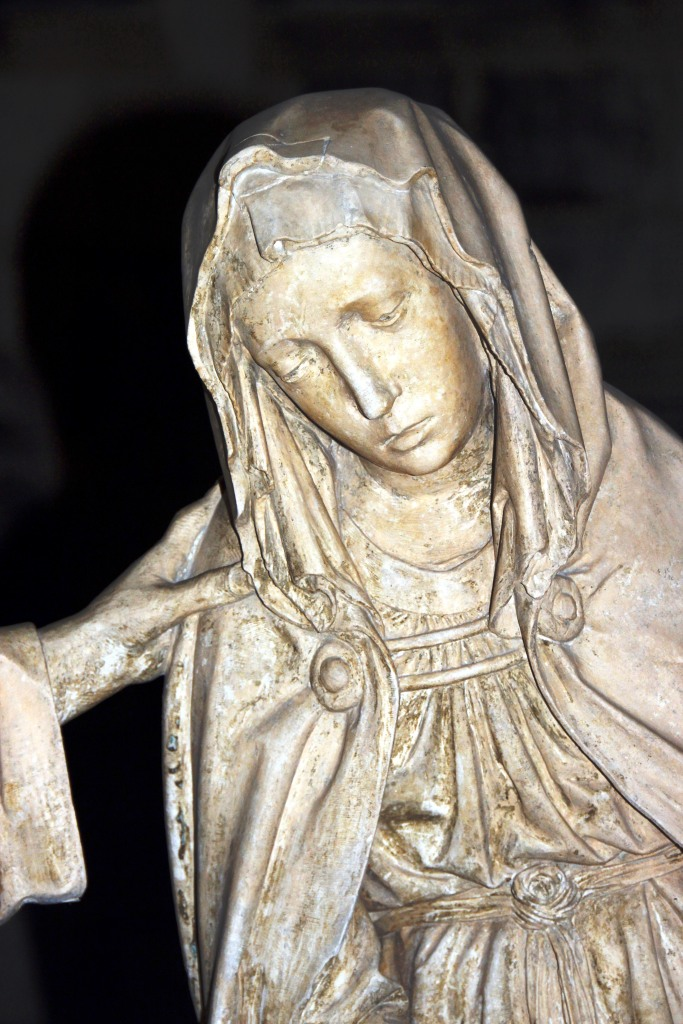
La mano de Juan llega para consolar a la Virgen María.

Esta obra, que muestra a la Virgen María, San Juan y María Magdalena afligidos por el cuerpo de Jesús recién bajado de la Cruz, se encuentra en la Église Saint-Jean au Marché de Troyes.
La obra es de piedra caliza con restos de policromía y se cree que data de 1525.
Estas dimensiones de la obra son 0,73 x 1,42 x 0,50 metros.

### San Juan y elVièrge de Calvaire(La Virgen del Calvario)
Las estatuas de San Juan y el Vièrge de Calvaire en la iglesia de Saint André en Saint-André-les-Vergers fueron talladas en madera y luego policromadas. Algunos investigadores creen que el estudio de San Juan es realizado por el atelier de Chaource y no por el propio Maître y Jacques Baudoin en su obra La escultura flamboyante, Champagne Lorraine, data de 1505 y propone la opinión de que las dos estatuas procedían de la abadía de Montier-la-Celle, donde habían formado parte de un grupo de crucifixión. En San Andrés, las dos figuras están colocadas a ambos lados de una representación de Cristo en la Cruz.
La iglesia es rica en esculturas y muebles del siglo XVI. Fuera de la iglesia hay esculturas de San Froberto y San Andrés y en el interior, las esculturas incluyen una mise au tombeau en bajorrelieve, una representación de Nicodemo, otra de Juan Bautista y un Christ aux liens et socle, y un Vierge de Pitié. También hay un tríptico que representa la crucifixión y la resurrección.

### ElVierge de pitiéen Bayel
Esta estatua policromada, como se muestra arriba, se encuentra en la iglesia de Saint-Martin en Bayel en el Aube y se cree que fue tallada en la misma época que la mise au tombeau de Chaource. La obra tiene 0,95 metros de altura y 1,27 metros de longitud y está tallada en piedra caliza y luego policromada. Originalmente estaba ubicado en el priorato benedictino de Belroy.

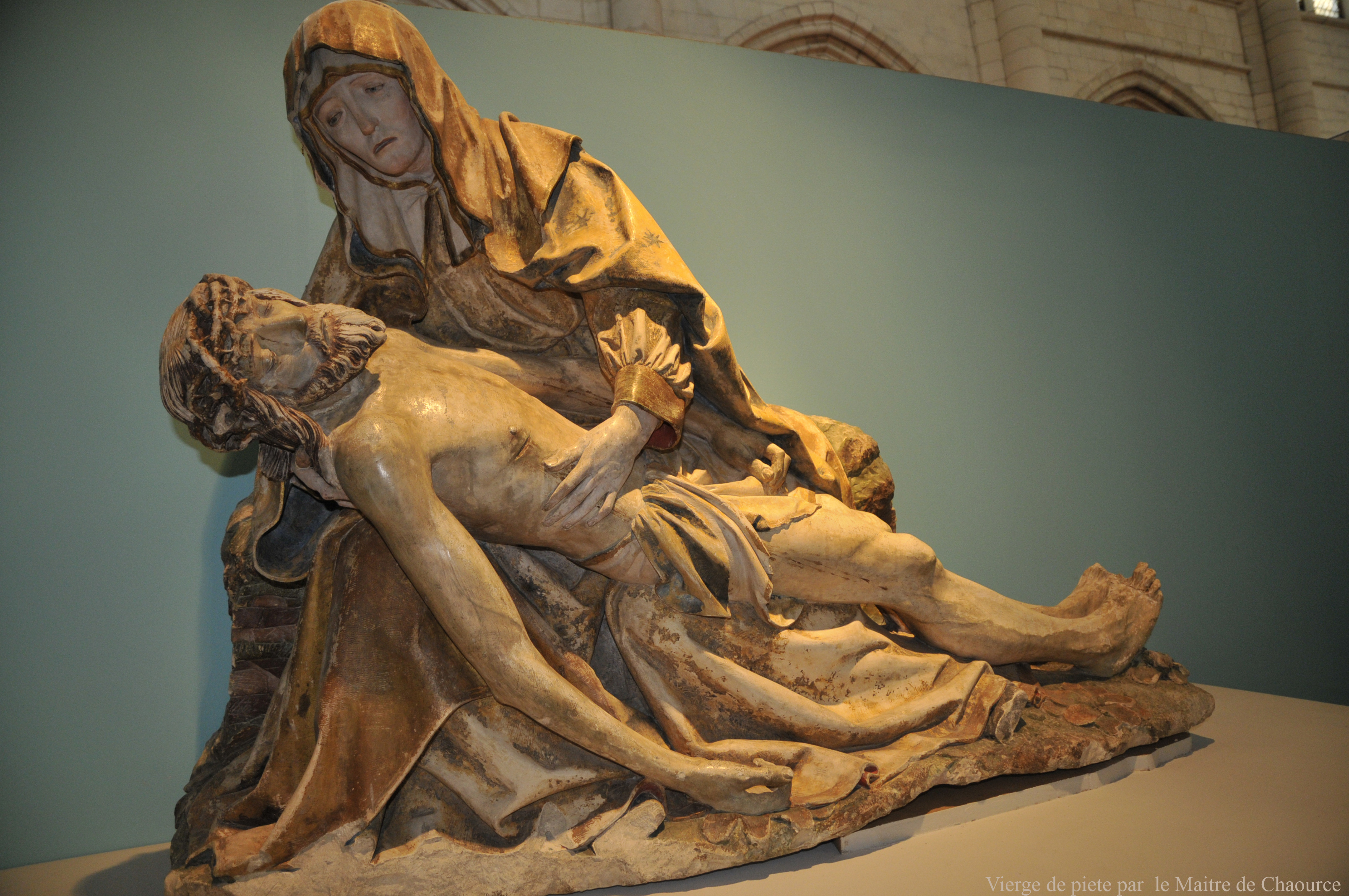
Vista completa de la obra de Bayel.

### Retablo de Marigny-le-Chatel

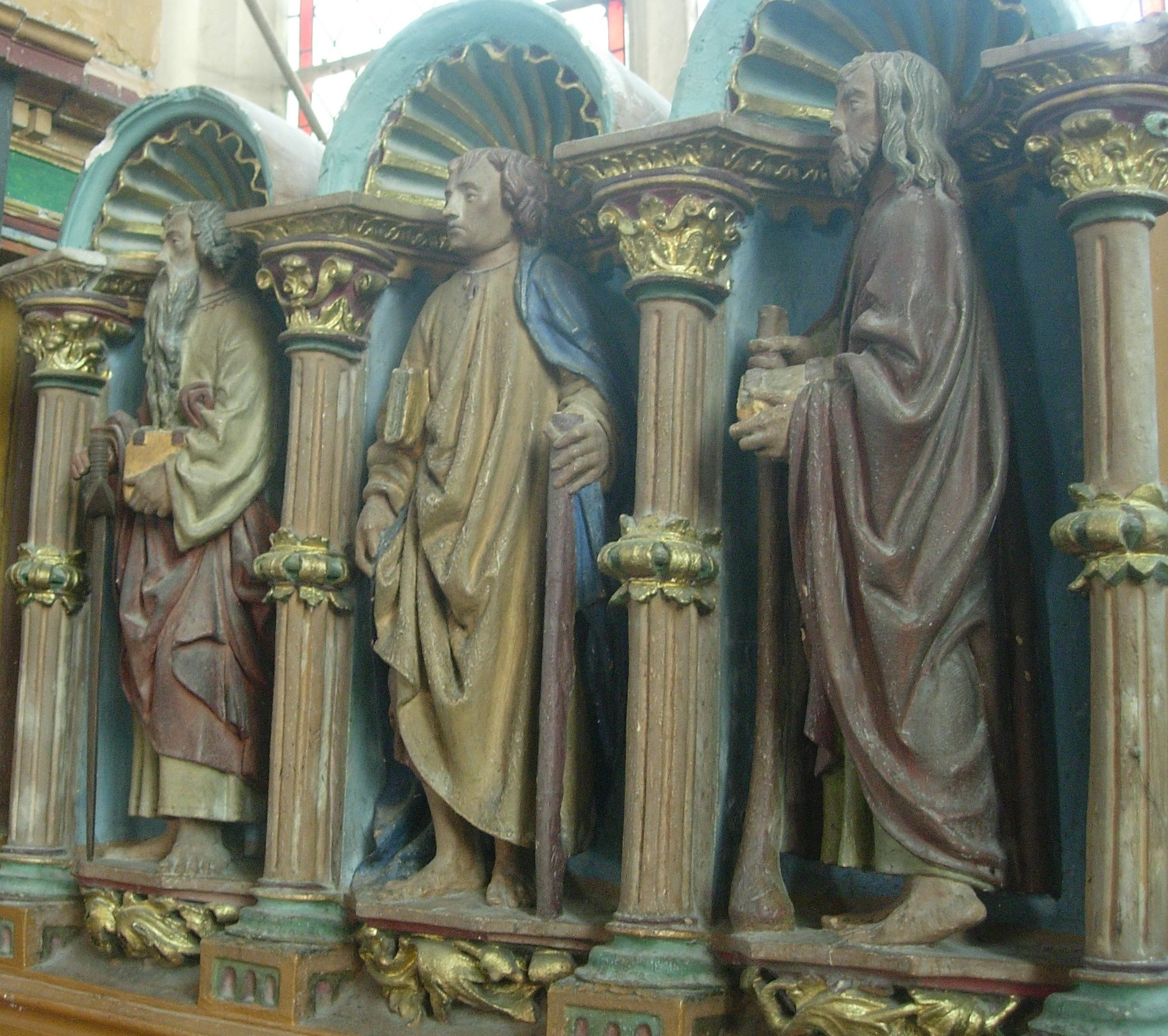
Parte del retablo de Marigny-le-Châtel.

El retablo de la iglesia de Saint Maurice en Marigny-le-Châtel representa a los seis apóstoles y la mayoría de los estudiosos lo atribuyen al Maître de Chaource. La iglesia data del siglo XII y originalmente se llamaba St-Pierre-ès-Liens.

### Estatua de Santa Marta en la iglesia de Santa Madelaine en Troyes
Algunos historiadores del arte han afirmado que esta estatua es una representación de María Magdalena en lugar de Santa Marta, pero un estudio de lo que la mujer tiene en sus manos parece favorecer que sea Marta. La leyenda decía que después de la muerte de Cristo, Martha realizó trabajo misionero en el área del Valle del Ródano y se dedicaba a su trabajo llevando, entre otras cosas, una olla con agua bendita, un hisopo y una cruz.
En la misma iglesia hay una estatua de San Sebastián que algunos han atribuido al taller del Maître Chaource. En esta representación lleva el collar de la Orden de Saint Michel fundada en 1469 por Luis XI.
En su tesis, Arnhold fecha la obra ejecutada entre 1515 y 1520. Una fotografía de la estatua se muestra arriba, cortesía de Yvette Gauthier.

## Otras obras posiblemente del Maître de Chaource, su atelier o la École de Troyes
Si bien la mayoría de los estudiosos atribuyen las seis obras anteriores al Maître de Chaource, hay otras obras del siglo XVI y en la región de Troyes que algunos atribuyen al Maître de Chaource y otros no. Por supuesto, el anonimato de su título no ayuda, por lo que puede ser mejor ponerlos bajo el nombre La École de Troyes o la École du Maître de Chaource.

### Ecce Homo en la Catedral de Troyes
Las representaciones de Cristo en el momento de la crucifixión fueron muy favorecidas por los escultores o imaginadores del siglo XVI y particularmente en la región de Champaña-Ardenas. Algunos se titulaban Christ aux liens, otros Christ de pitié. Todas estas obras exudan patetismo y un sentimiento abrumador de desesperación y desesperanza.

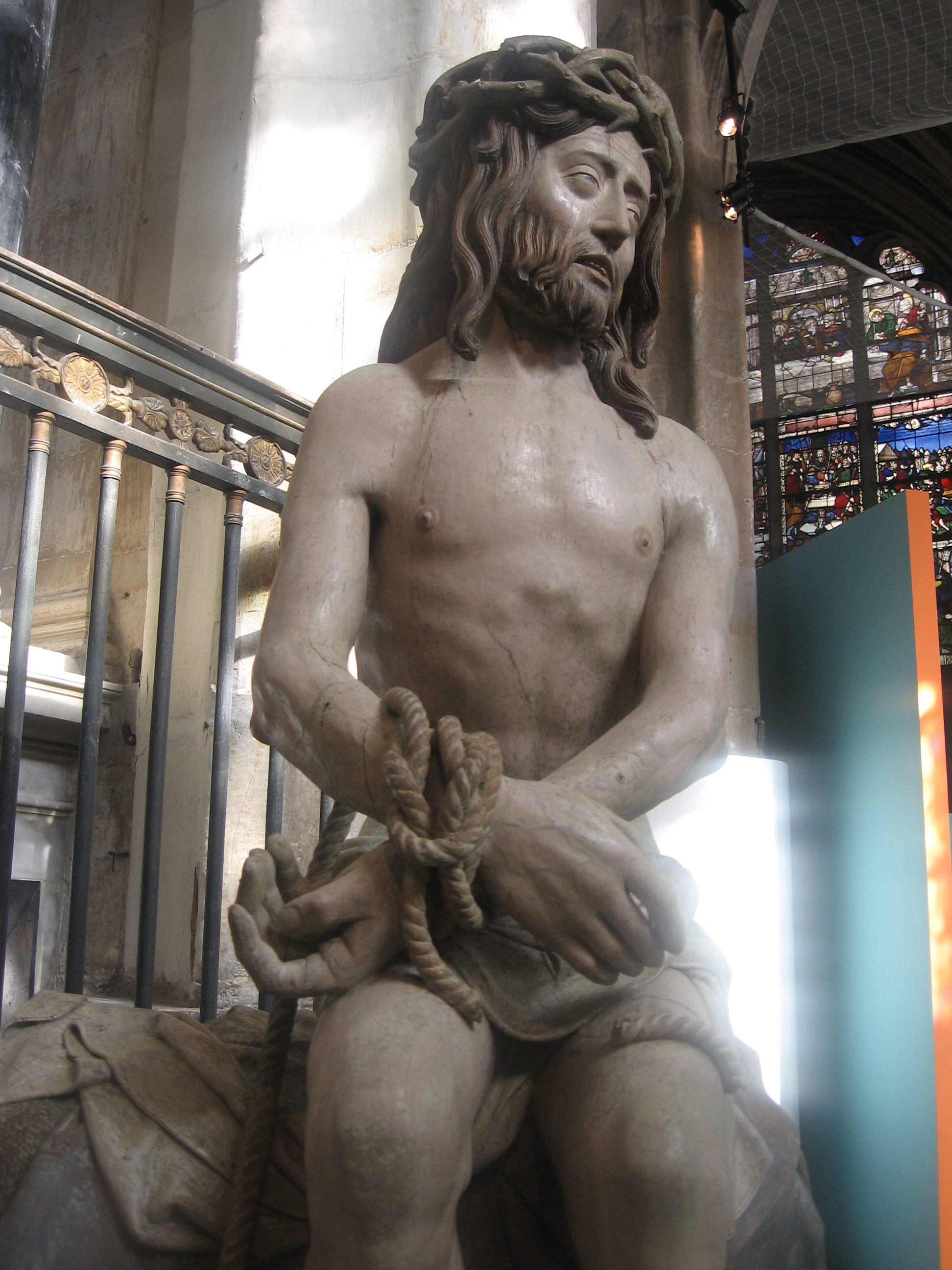
Un ejemplo de un Christ de pitié en Mussy-sur-Seine. Esta obra fue incluida en la exposición Le Beau XVIe siècle.

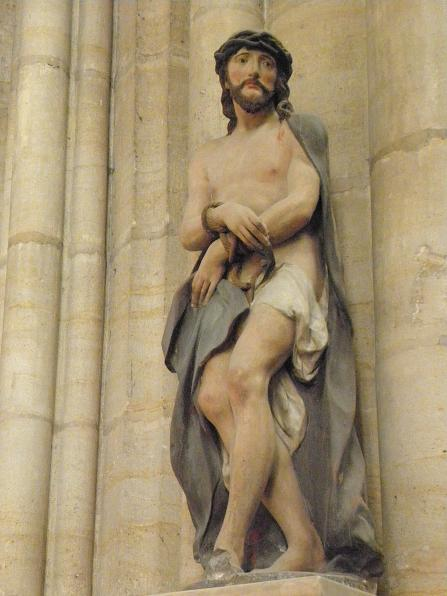
Ecce Homo. La obra se encuentra en la basílica de Saint-Urbain en Troyes.

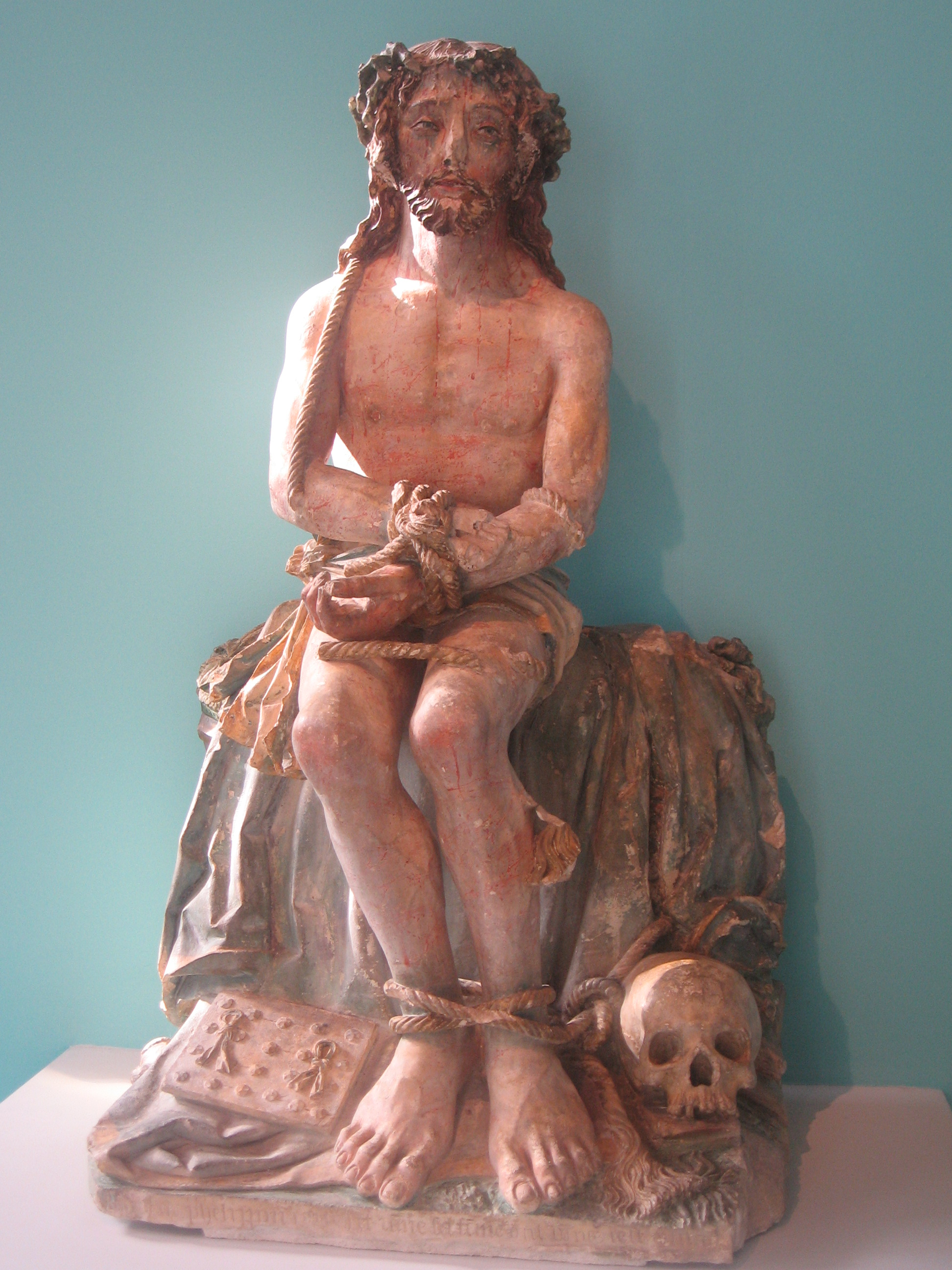
Christ de pitié en Montreuil sur Barse. También se muestra en la exposición Le Beau XVIe siècle.

El Ecce Homo en la catedral de Troyes proviene originalmente de un retablo en la capilla de los Cordeliers en Troyes. Comprende una representación de Cristo a tamaño real. Arnhold atribuye la obra al Maître de Chaource, la fecha entre 1518 y 1520 y compara el estilo de la obra con la representación de los apóstoles en Saint Pouange.

### Christ de pitiéen la iglesia de Saint-Julien-de-Brioude en Saint-Julien-les-Villas
Tanto Arnhold como Baudoin creen que la figura de Cristo puede atribuirse al Maître de Chaource y que fue una de una serie de tales representaciones de Cristo que comenzó con su Ecce Homo en la catedral de Troyes, realizado alrededor de 1520. En la obra de Saint-Julien-les-Villas, el Maître de Chaource añade una calavera a los pies de Cristo que nos recuerda al Gólgota. La figura de Cristo está tallada en piedra caliza y luego policromada. Tiene 1,37 metros de alto por 0,61 metros de ancho. Baudoin no está de acuerdo con Arnhold y fecha el trabajo en 1510.
La iglesia en sí data de la segunda mitad del siglo XII y fue reconstruida en el siglo XVI en forma de cruz latina. Es el edificio más antiguo de Saint-Julien-les-Villas.
La iglesia también tiene representaciones del siglo XVI de San Julián, San Syre y San Luis, así como una Vierge de pitié atribuido a Gentil. Gentil ejecutó un Christ de pitié para la iglesia parroquial de Sainte-Savine.

### Estatuas de Pedro y Pablo en Saint Pouange

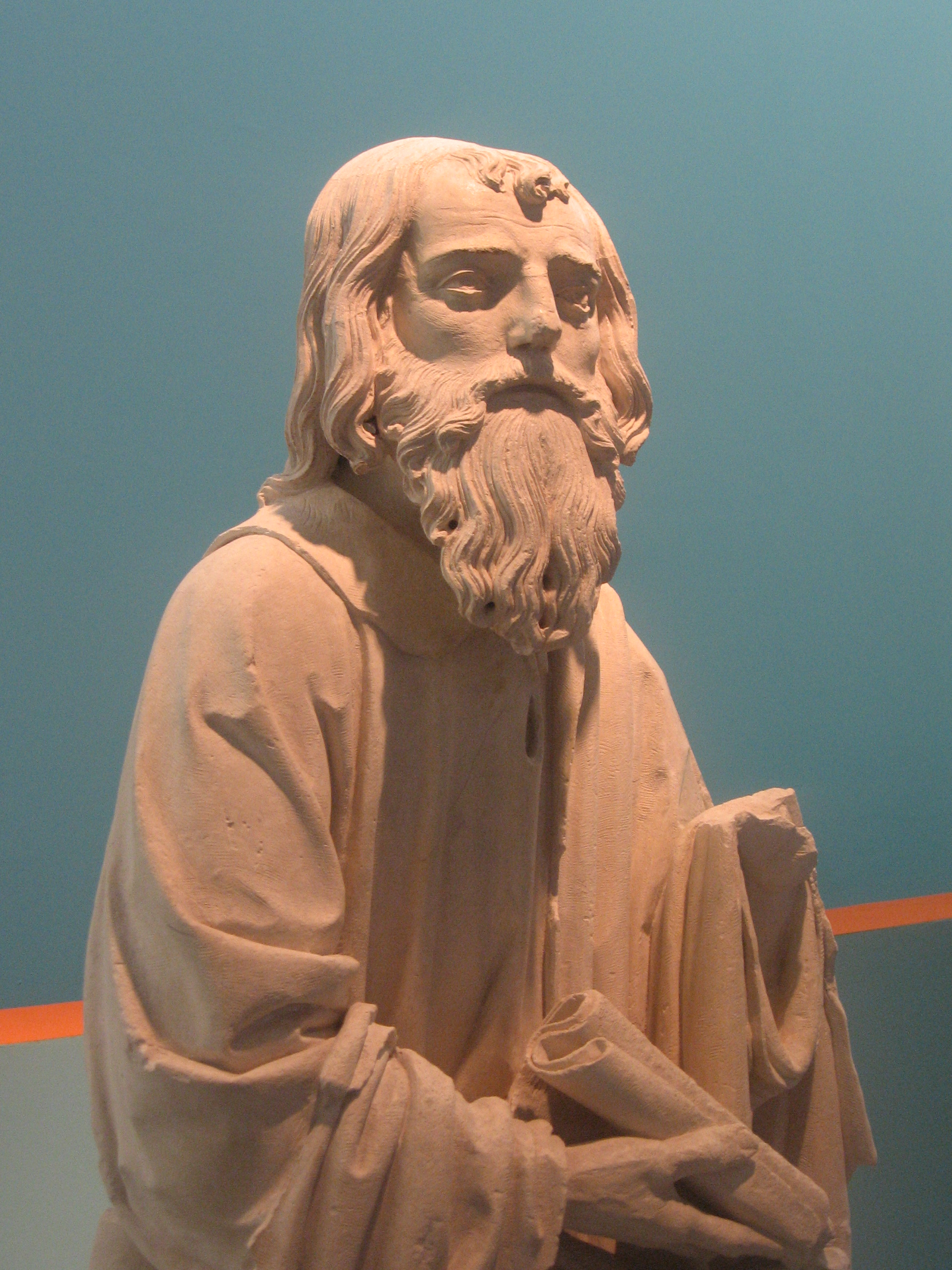
San Pablo en Saint Pouange.

En su tesis, Arnhold aborda la posibilidad de que estas dos estatuas de tamaño natural sean del Maître de Chaource, las fecha entre 1518 y 1520 y afirma que existen pruebas de archivo de que fueron llevadas a Saint Pouange en 1861, y que anteriormente habían estado en el fachada oeste de la catedral de Troyes.
Los registros de la Catedral de Troyes muestran que entre 1517 y 1518 un escultor llamado Jehan Briaix preparó unos dibujos para esculturas de Cristo y Pedro y Pablo, pero no hay registro de quien consecuentemente se desempeñó en la talla, aunque pudo haber sido Nicolas Halins, escultor flamenco.
Arnhold concluye que, por razones estilísticas, la obra podría haber sido del Maître de Chaource, pero es un poco más provisional que con otras atribuciones.
Otro erudito, C.Fichot, en su obra de 1884 Statistique monumentale de l'Aube, afirma que estas dos estatuas podrían haber venido de la iglesia de Troyes Saint-Jacques-aux-Nonnains o de la Catedral de Troyes.

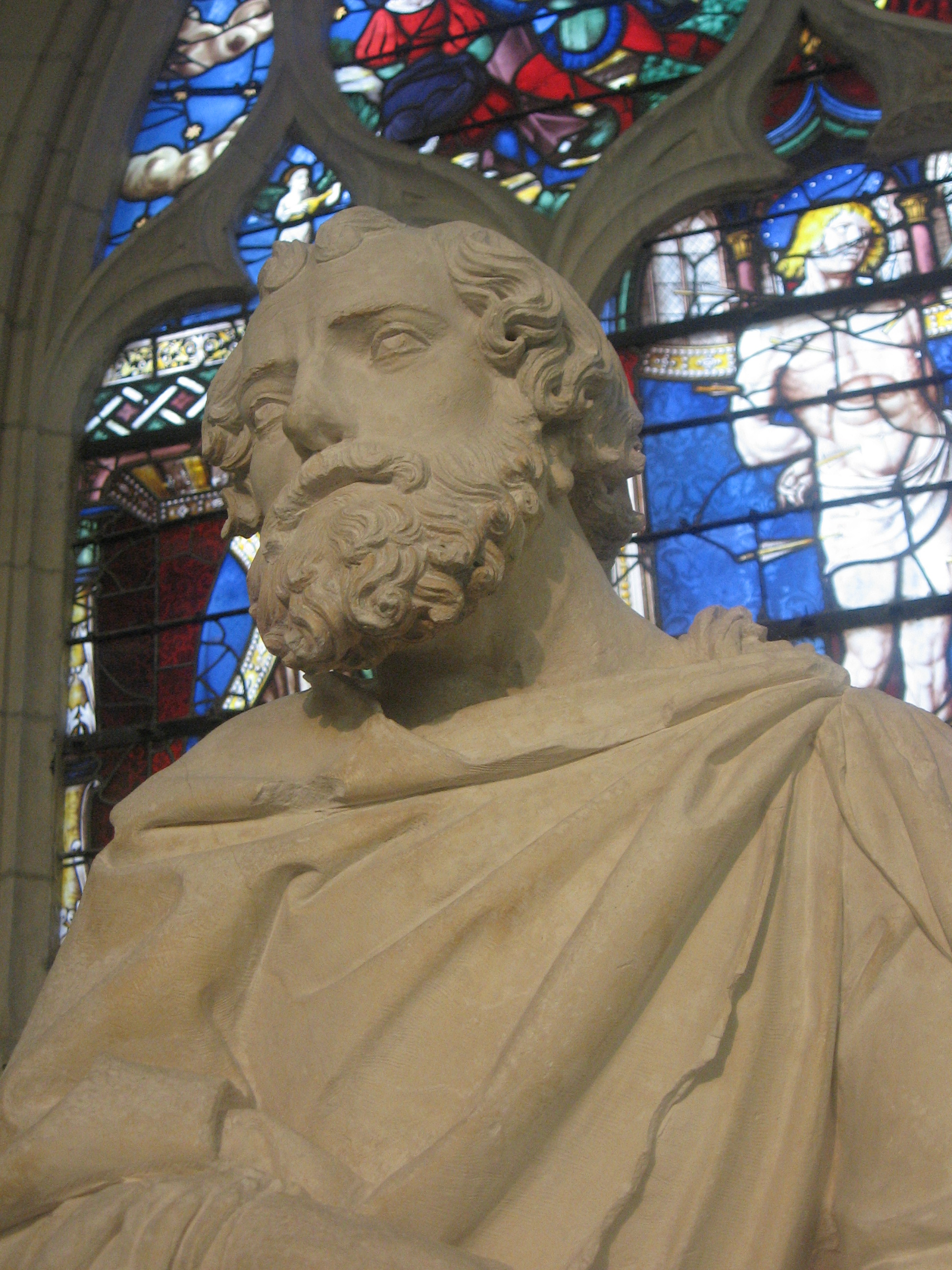
San Pedro en Saint Pouange.

### Cristo en la cruz de Fueges

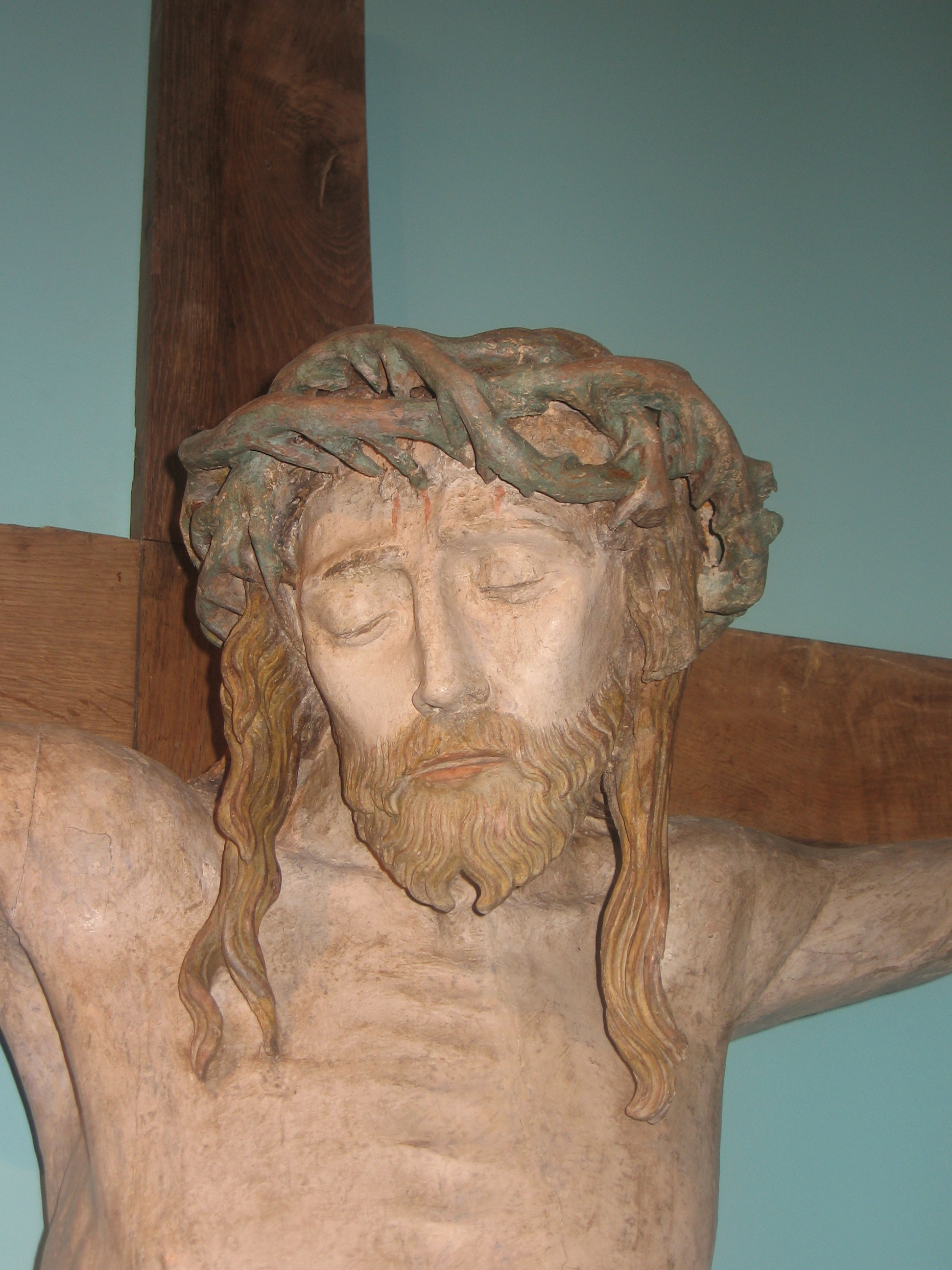
Representación de Cristo en la cruz de Fueges.

Arnhold atribuye este trabajo al Maître de Chaource por razones estilísticas y ve similitudes con el trabajo en Mailly-le-Camp. Data la obra en 1520. También escribe que las tallas de Cristo en la cruz en el Musée des Beaux Arts en Troyes podrían ser del Maître de Chaource, así como obras en iglesias en Avant-lès-Ramerupt y en Mussy-sur-Seine.

### Otros
- Christ de pitié en la Église de la Nativité-de-la-Vierge en Villy-le-Maréchal
- Christ de pitié en la iglesia parroquial de Saint-Laurent en Bouilly, c.1514
- Christ de pitié en la iglesia de Saint Nizier en Troyes
- Representaciones de San Juan en la Chapelle des Annonciades de Langres
- La belle croix en la iglesia de Saint-Symphorien en Neuvy-Sautour, c.1514
- Pietà en Mailly-le-Camp
- Representación de Cristo cayendo bajo el peso de la cruz en la iglesia de San Nicolás en Troyes
- Anunciación

## Galería

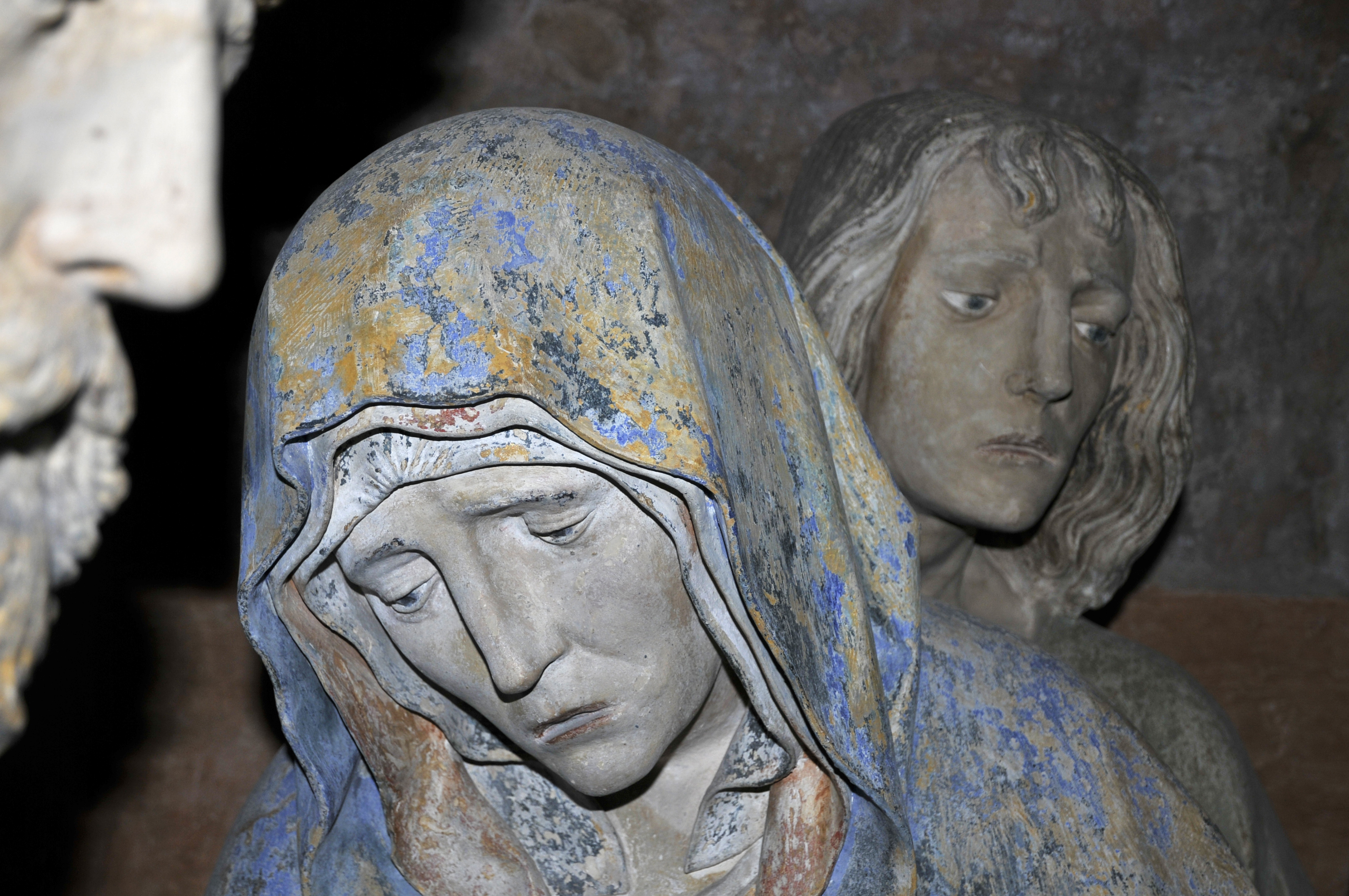
La Virgen María. Parte de la sepultura en la iglesia parroquial de Saint-Jean-Baptiste en Chaource en el Aube.
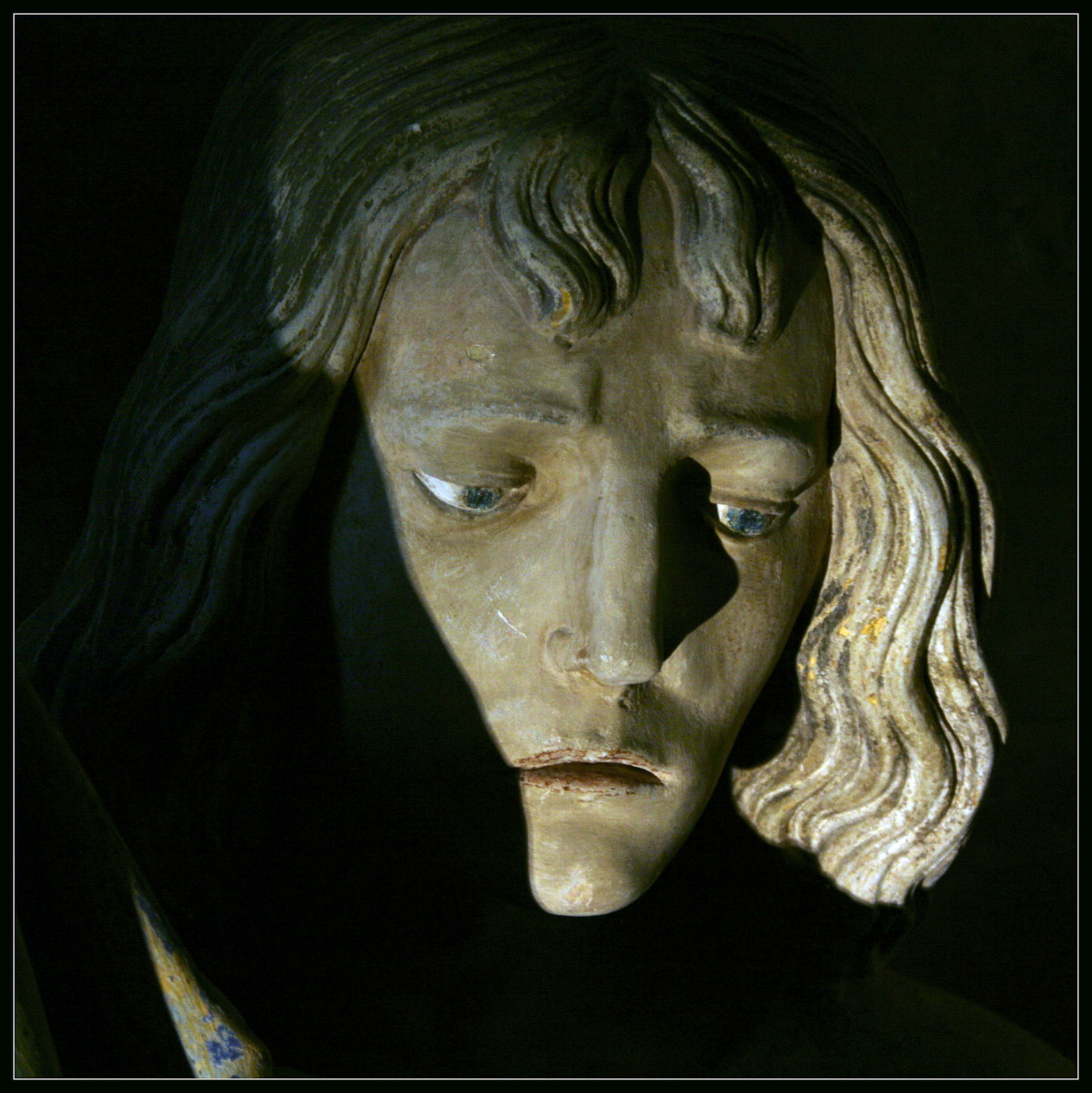
San Juan representado en la mise au tombeau de Chaource.
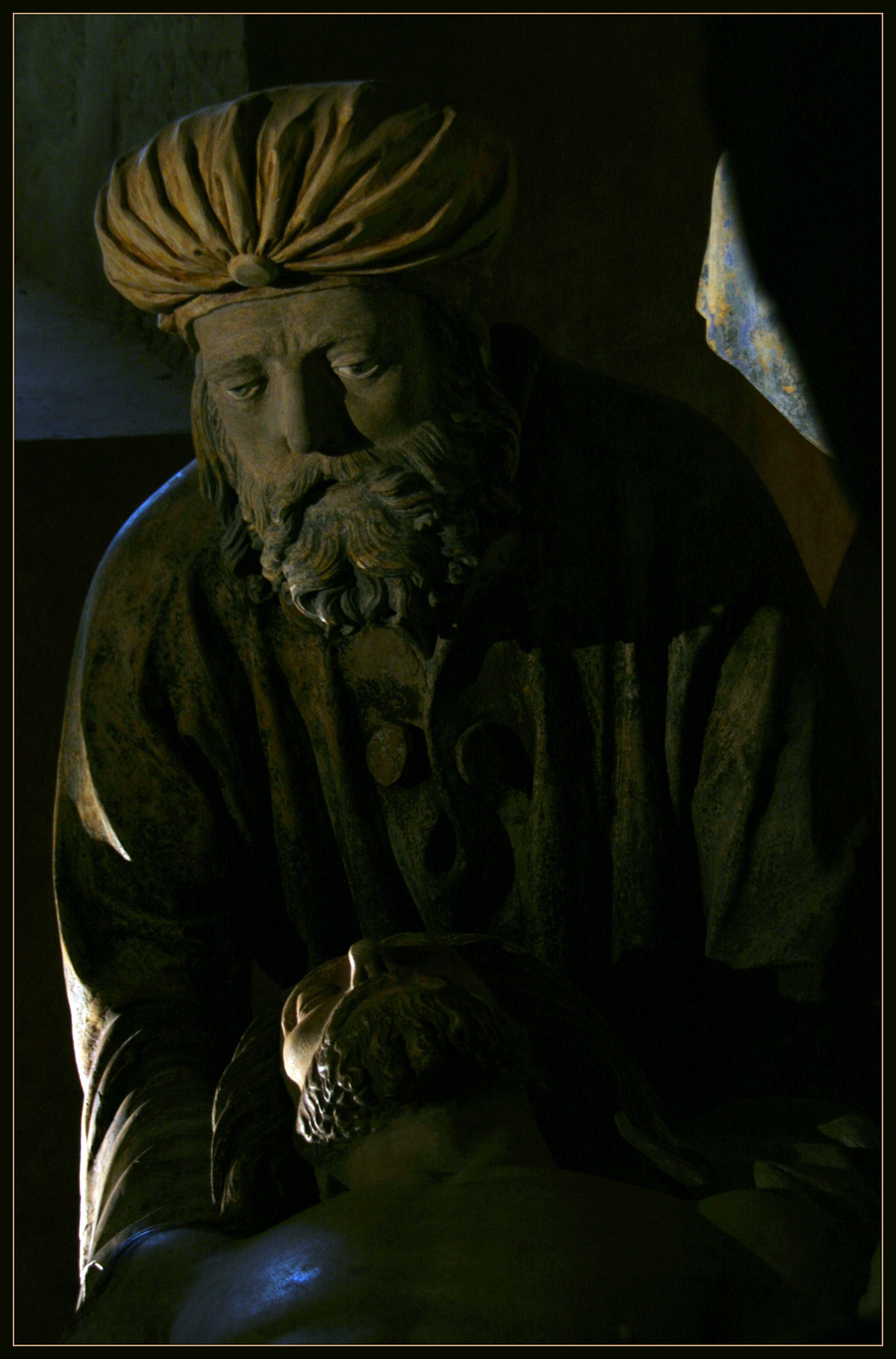
Nicodemo en la mise au tombeau.
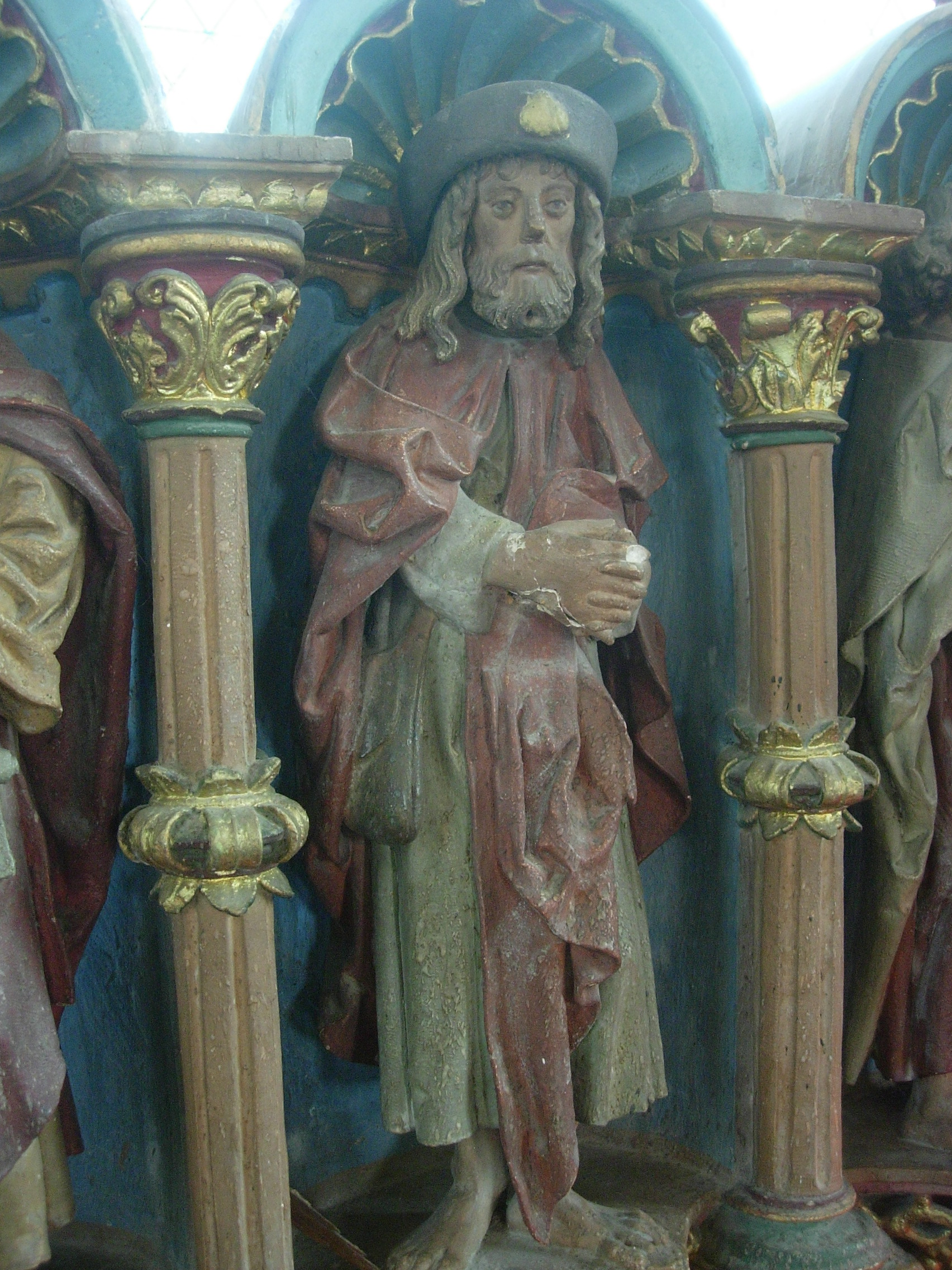
El retablo de Marigny-le-Châtel.
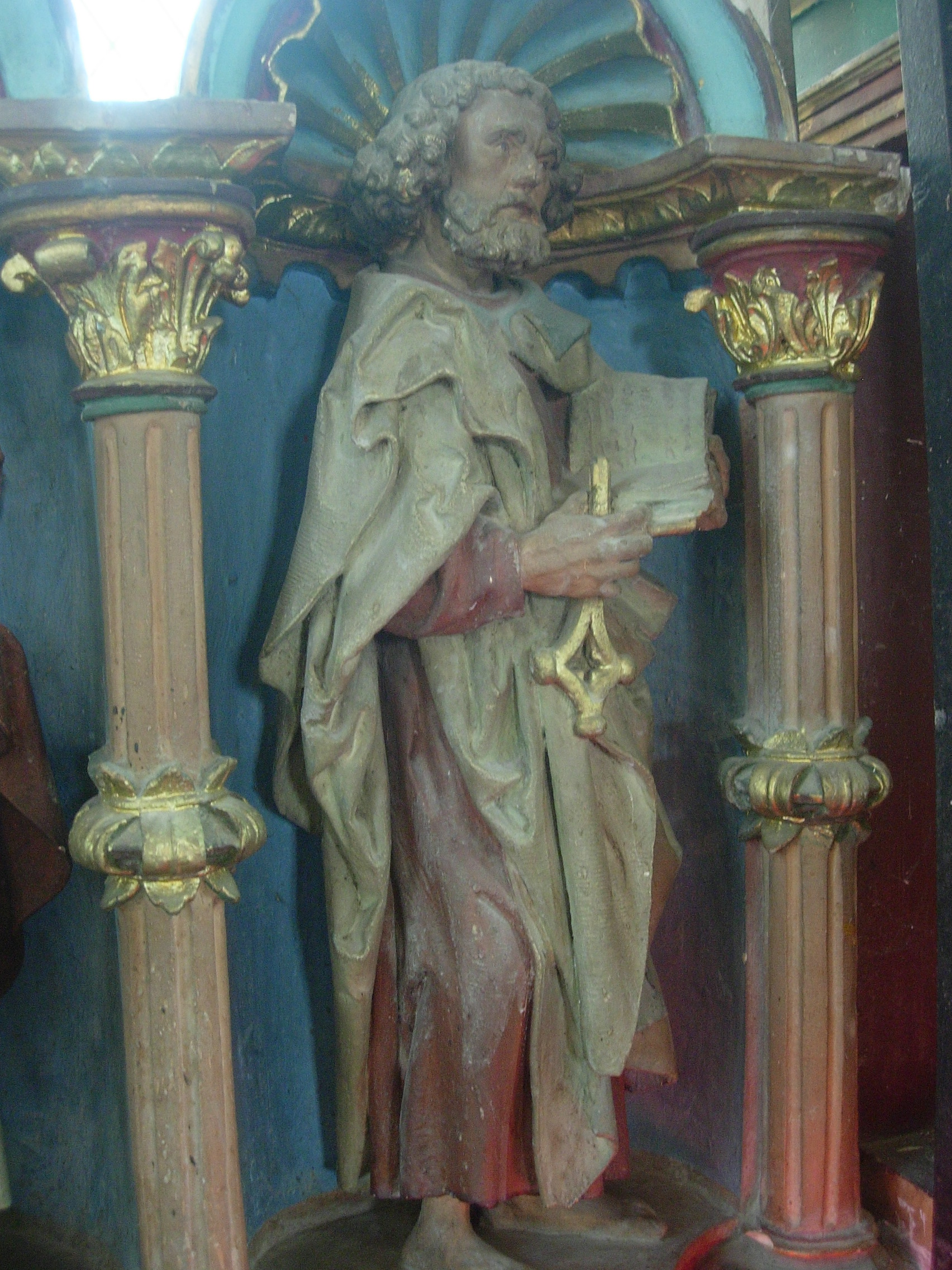
San Pedro en el retablo de Marigny-le-Châtel.